# Simulium lidiae
Simulium lidiae is een muggensoort uit de familie van de kriebelmuggen (Simuliidae). De wetenschappelijke naam van de soort is voor het eerst geldig gepubliceerd in 1983 door Semushin & Usova.